# Oecetis kronos
Oecetis kronos is een schietmot uit de familie Leptoceridae. De soort komt voor in het Oriëntaals gebied.